# Zielitz
Zielitz es un municipio situado en el distrito de Börde, en el estado federado de Sajonia-Anhalt (Alemania), a una altitud de 38 metros. Su población a finales de 2015 era de unos 1800 habitantes y su densidad poblacional, 160 hab/km².
Se encuentra ubicado cerca de la confluencia del río Ohre y el río Elba.